# غيثة بن عبد السلام
غيثة محمد بنعبد السلام، المعروفة ب غيتا، مطربة مغربية ولدت في 26 يونيو عام 1960، بمدينة سلا المغربية، ترعرعت في بيئة فنية، فهي ابنة الملحن محمد بن عبد السلام. بدأت الغناء منذ سن الـ 15، مكنها صوتها وأدائها من أن تشتهر في السبعينيات والثمانينيات إلى أواخر التسعينات باعتبارها كأحد أجمل الأصوات النسائية المغربية.

## البداية
غيثة بن عبد السلام سليلة العائلة الفنية التي يتزعمها الفنان المبدع الملحن محمد بن عبد السلام والتي تنتمي إليها سيدة الأغنية المغربية الفنانة بهيجة ادريس والفنانة أمينة ادريس وأيضا الفنان محمد الإدريسي. وقد فتحت لها قدراتها الغنائية أبواب الفن كمغنية مبكرا ابتداء من 15 سنة، حققت الفنانة المغربية غيثة بن عبد السلام شهرة واسعة في المغرب وباقي بلدان المغرب العربي والخليج، بأغنية «الله عليها زيارة» التي أدتها سابقا الفنانة نعيمة سميح، ما مكنها من التعاون مع عدة شركات إنتاج فيما بعد. اقتحمت هذه الفنانة فعليا ميدان الأغنية، مسجلة عدة قطع ممتازة، ظهرت أولها سنة 1974. لتتبعها عدة ألبومات في مسارها الطويل.

## أعمال غيثة بن عبد السلام الفنية
اشتهرت غيثة بن عبد السلام، صاحبة القامة الطويلة، بأغاني مغربية أطربت بها مختلف شرائح المجتمع من نساء ورجال وحتى الشباب، والجميع يتذكر«بطا علينا وقتاش نشوفك». على الرغم من شهرة غيثة بن عبد السلام كإنسانة هادئة وحساسة، إلا أنها تتمكن من أن تشعل خشبة الغناء بشكل مفاجئ. قامت غيثة بن عبد السلام عدة حفلات بعدة دول عربية وخصوصا الدول الخليجية مثل الكويت والإمارات العربية المتحدة أواخر السبعينات وفي الثمانينات، كما تعاونت مع العديد من الفنانين العرب من كتاب كلمات وملحنين وخصاصا الكويت والإمارات العربية المتحدة وليبيا. لكن أبرز ملحن تعاملت معه غيثة بن عبد السلام خلال مسيرتها الفنية هو والدها الموسيقار محمد بن عبد السلام.
من بين أعمال غيثة بن عبد السلام:
1. باغية فلاح - ألحان: الموسيقار محمد بن عبد السلام
2. الشمعة - ألحان: الموسيقار محمد بن عبد السلام - كلمات: أحمد الطيب لعلج
3. لاتوصافنيش - ألحان: الموسيقار محمد بن عبد السلام
4. كل شئ يمكن - ألحان: الموسيقار محمد بن عبد السلام
5. الله عليها زيارة - ألحان: الموسيقار محمد بن عبد السلام
6. الليل يسري
7. يا حبيبي وأنت أعلم مني
8. موشح يا صاحي - ألحان: الموسيقار محمد بن عبد السلام
9. عام في الغربة - ألحان: الموسيقار محمد بن عبد السلام
10. واه داك الغافل - ألحان: الموسيقار محمد بن عبد السلام
11. يا سعدي انا الليلة
12. أول ميعــــاد: ألحان: الموسيقار محمد بن عبد السلام
13. من حبايبي
14. كذاب
15. ما أنا إلا بشر - أحد حفلاتها في ليبيا سنة 1988
16. انا اللي زعلانة
17. ياميمتي.. زعل عليا الغالي - كلمات الشيخ خليفة العبد الله الخليفة وألحان عبد الرحمن البعيجان
18. وطني - كلمات الزجال الكبير علي الحداني - ألحان: الموسيقار محمد بن عبد السلام
19. إنساني وانساك
20. ما عليهش تواسيني
21. أنا لما خيروني
22. ياللي إنت علي زعلان
23. نا تمنيتك يا ليل
24. ارحم- كلمات: غيثة بن عبد السلام - ألحان: محمود سليمان
25. الجواب سرقوه - كلمات: محمد زكي الملاح - ألحان: عبد العظيم العشري
26. انا اللى اعرف احبك - كلمات: غيثة بن عبد السلام - ألحان: محمود سليمان
27. ايه ده كله - كلمات: غيثة بن عبد السلام - ألحان: محمود سليمان
28. قرب - كلمات: غيثة بن عبد السلام - ألحان: محمود سليمان
29. ياسمر ياجميل - كلمات: غيثة بن عبد السلام - ألحان: محمود سليمان
30. مابقا لي علاش نخاف، كلمات: محمد بريكي بلقايد ألحان: الموسيقار محمد بن عبد السلام.[2]

## التمثيل
شاركت غيثة بن عبد السلام في بعض الأعمال الدرامية وكذلك في السينما، مثل العمل السينمائي المشترك بين المغرب ورومانيا « Les bras d'Aphrodite »، الفيلم المغربي القنفودي ل نبيل لحلو، جرحة في الحائط، إنتاج 1977 للمخرج المغربي الجيلالي فرحاتي, وكتابة فريدة بليزيد. شاركت غيثة أيضا بملاحم غنائية.

## الإعتزال المبكر
غيثة بن عبد السلام التي لم تعمر طويلاً في الساحة الفنية قررت بمحض إرادتها الاعتزال، لكنها ومن خلال بعض التصريحات الصحفية، وعدت بالعودة دون أن تحدد تاريخا لذلك، تاركة الباب مفتوحا لكافة الاحتمالات فاعتزالها اقترن بهاجس وحيد يتمثل في التفرغ لتربية أطفالها وليس لأي شيء آخر. كما ورد في بعض الصحف المغربية أن الفنانة غيثة تتعاطى للغوص في عمق البحر وقد شوهدت بمنطقة الجديدة عاصمة منطقة دكالة حوالي 100 كلم غرب الدار البيضاء على المحيط الأطلسي. تستقر غيثة بن عبد السلام بمدينة بوزنيقة المغربية بعد أن قررت العودة نهائيا رفقة أسرتها الصغيرة من مدينة لندن البريطانية.

## التكريم
حصلت غيثة بن عبد السلام على عدة جوائز وتكريمات، كان أهمها تكريم القناة المغربية الثانية لمسيرتها الفنية من خلال برنامج توحشناك الذي وقف عند أهم المحطات الفنية للفنانة ويقدم شهادات لأشخاص عرفوها واشتغلوا معها.